# Henri Christiné

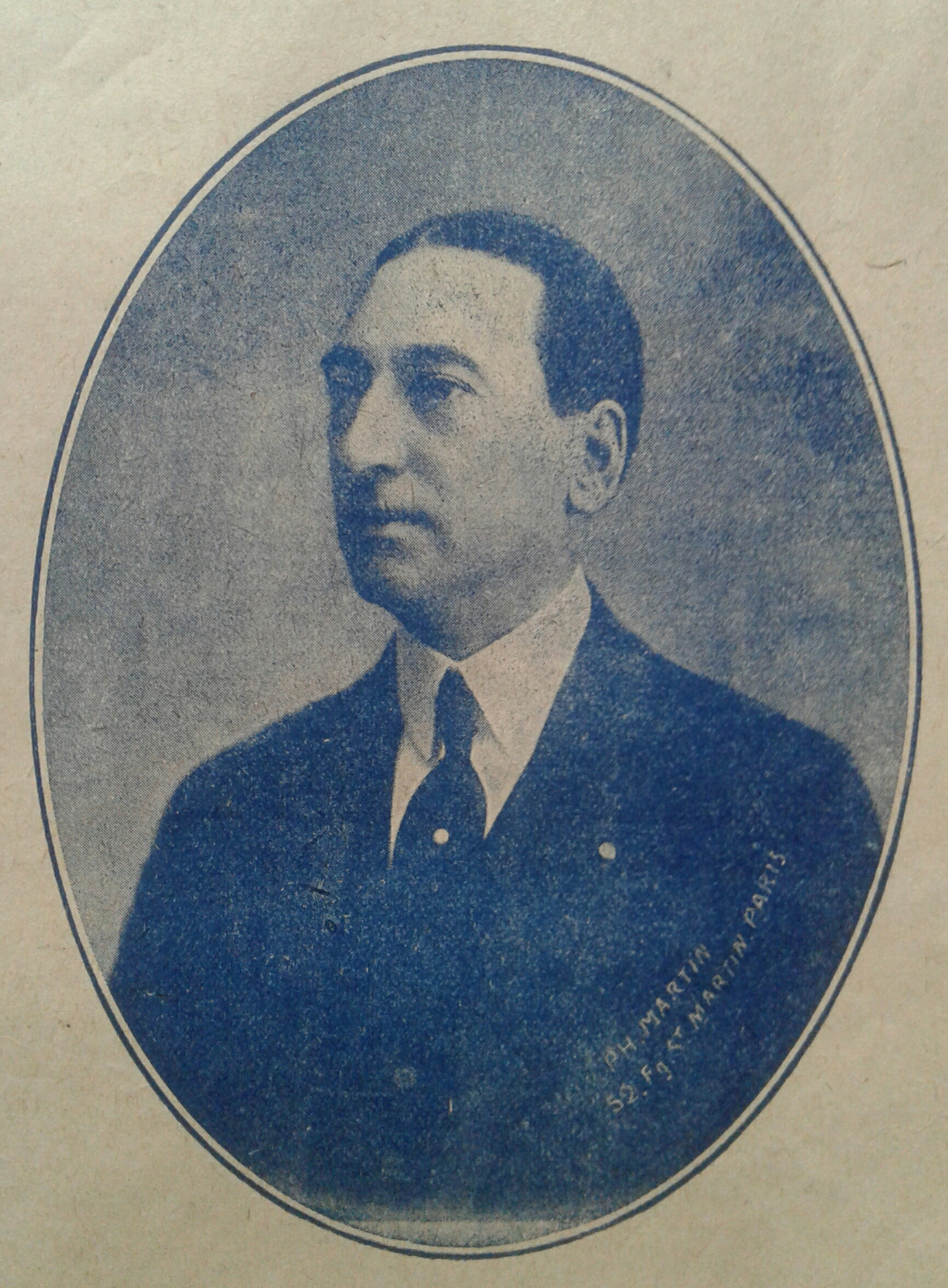
Henri Christiné

Henri Marius Christiné (* 27. Dezember 1867 in Genf; † 23. November 1941 in Paris) war ein schweizerisch-französischer Komponist.

## Leben
Christiné arbeitete zunächst als Gymnasiallehrer in Genf und spielte aus Liebhaberei Klavier und Orgel. Für seine spätere Frau, die Sängerin war, schrieb er erste Chansons, die so erfolgreich waren, dass er sich entschloss, den Lehrerberuf aufzugeben. Er zog zunächst nach Nizza, 1896 schließlich nach Paris, wo er sich einbürgern ließ.
Zunächst war er als Komponist von Liedern und Couplets erfolgreich, die bald von den berühmten Pariser Chanson-Größen interpretiert wurden und Christiné schnell zu einem gefragten Komponisten machten. Zu den Interpreten seiner Lieder gehörten Mayol, Polin, Yvonne Printemps, Georgius, Mistinguett, Maurice Chevalier, Michel Simon, Fernandel und Fragson.
Erste Versuche auf dem Theater unternahm der Komponist nach der Jahrhundertwende. Seine ersten Operetten kamen ab 1903 in Brüssel und Paris heraus, sie brachten aber noch keinen durchschlagenden Erfolg. Dies änderte sich mit einem Werk Christinés, das in den letzten Wochen des Ersten Weltkriegs entstand und am Tag nach dem Waffenstillstand, dem 12. November 1918 uraufgeführt wurde. Phi-Phi, ein kleines Werk über den antiken Bildhauer Phidias in der Tradition Offenbach‘scher Antiken-Sujets, war eigentlich für kleinste Besetzung in einem Luftschutzkellertheater geplant, der Impresario Gustave Quinson beschloss schließlich, das Werk an den Bouffes-Parisiens herauszubringen, wofür es ausgebaut und für ein kleines Unterhaltungsorchester (statt des ursprünglich vorgesehenen Streichquartetts) instrumentiert wurde. Damit entstand eine kleine Form der Kammeroperette, die als Opérette-légère für die Zwanziger Jahre stilbildend wurde. Maurice Yvain und André Messager schrieben ebenfalls in dem Genre, das auf einen Chor verzichtete und stattdessen ein Ensemble aus singenden und tanzenden Schauspielern und einer Girl-Gruppe auf die Bühne brachte, das von einem ‚angejazzten‘ Kammerorchester begleitet wurde.
Der Librettist von Phi-Phi, der Franzose Albert Willemetz, im Hauptberuf Sekretär Clemenceaus, wurde mit dem Werk einer der meistbeschäftigten Operettentexter der Zwischenkriegszeit. Er schrieb Texte für Couplets und Bühnenwerke Christinés bis zu dessen Tod. Ab 1923 verfassten die beiden auch großformatigere Operetten, die als Comédies musicales (also mit der französischen Übersetzung des anglophonen Begriffs Musical Comedy) untertitelt waren.
Durch die mehrfache Verfilmung von Dédé, aber auch mit in Filmen gespielten Couplets wurde Christinés Musik in Kino und Fernsehen aufgezeichnet. Verschiedene Operetten-Anthologien dokumentieren sein Schaffen auf CD.

## Werke
- Service d'amour, Brüssel 1903
- Les Vierges du harem, Brüssel 1907
- Cinq minutes d'amour, Paris 1908
- La petite Tonkinoise, 1908
- L'amour qui rit, 1912
- Phi-Phi, Paris 1918
- Dédé, Paris 1921
- Madame, Paris 1923
- P. L. M. („Schnellzug Paris-Lyon-Méditerranée“), Paris 1925
- J'adore ça!, Paris 1925
- J'aime!, Paris 1926
- Picador, 1926

### Hörbeispiel
- Ah! Les grandes femmes, Chanson, Alfred Nohcor 1916, (mp3, 1,6 MB)

| Personendaten    | Personendaten                         |
| ---------------- | ------------------------------------- |
| NAME             | Christiné, Henri                      |
| ALTERNATIVNAMEN  | Christiné, Henri Marius               |
| KURZBESCHREIBUNG | schweizerisch-französischer Komponist |
| GEBURTSDATUM     | 27. Dezember 1867                     |
| GEBURTSORT       | Genf                                  |
| STERBEDATUM      | 23. November 1941                     |
| STERBEORT        | Paris                                 |